# Kyrie de Bonis
Le Kyrie, op. 170, est une œuvre de la compositrice Mel Bonis.

## Composition
Mel Bonis compose son Kyrie en fa dièse mineur pour chœur mixte a cappella. L'œuvre existe en deux manuscrits, non datés. Elle ne sera publiée qu'à titre posthume par les éditions Armiane en 2001.

## Sources
- Étienne Jardin, Mel Bonis (1858-1937) : parcours d'une compositrice de la Belle Époque, 2020 (ISBN 978-2-330-13313-9 et 2-330-13313-8, OCLC 1153996478, lire en ligne)